# オッジョーノ
オッジョーノ（伊: Oggiono）は、イタリア共和国ロンバルディア州レッコ県にある、人口約9,000人の基礎自治体（コムーネ）。

## 地理

### 位置・広がり
レッコ県南部、アンノーネ湖南部に面するコムーネである。県都レッコから南南西へ8km、コモから東へ20km、州都ミラノから北北東へ38kmの距離にある。

#### 隣接コムーネ
隣接するコムーネは以下の通り。
- アンノーネ・ディ・ブリアンツァ
- ドルツァーゴ
- エッロ
- ガルビアーテ
- モルテーノ
- シローネ

### 気候分類・地震分類
気候分類では、zona E, 2450 GGに分類される。
また、イタリアの地震リスク階級 (it) では、zona 3 (sismicità bassa) に分類される。

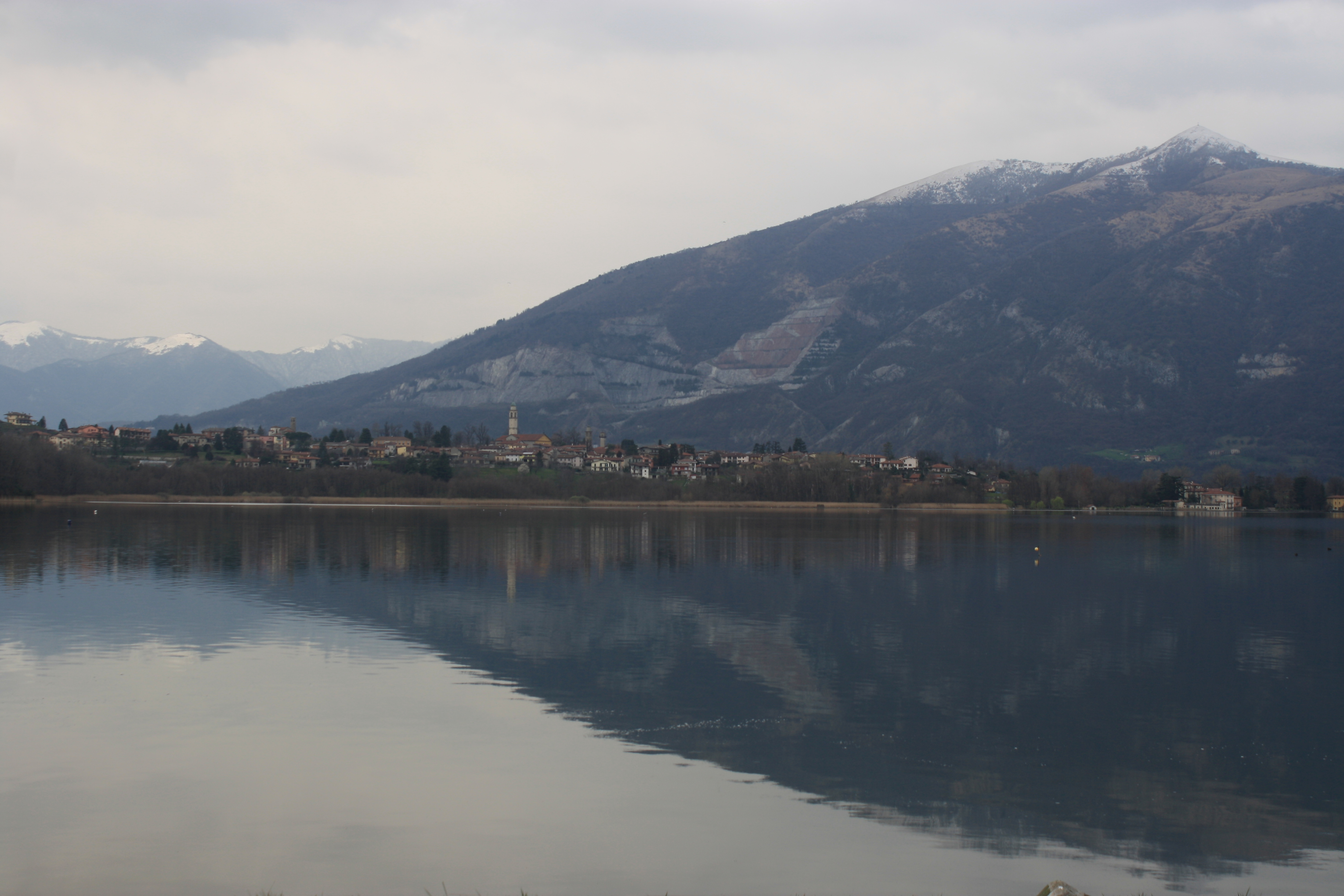
アンノーネ湖

## 姉妹都市
- Leisnig、ドイツ
- Halásztelek、ハンガリー